# Jaran Sathoengram
Jaran Sathoengram (né le 9 février 1993) est un athlète thaïlandais, spécialiste du 200 m.

## Carrière
Membre du relais national 4 x 100 m, il remporte comme dernier relayeur la médaille d'argent lors des Championnats d'Asie 2017 à Bhubaneswar, dans le temps de 39 s 38, à un 1/1000e de seconde des vainqueurs chinois.

## Palmarès
| Date | Compétition                 | Lieu        | Résultat | Épreuve   | Temps   |
| ---- | --------------------------- | ----------- | -------- | --------- | ------- |
| 2012 | Championnats d'Asie juniors | Colombo     | 1er      | 4 x 100 m | 40 s 21 |
| 2014 | Jeux asiatiques             | Incheon     | 4e       | 4 x 100 m | 39 s 08 |
| 2017 | Championnats d'Asie         | Bhubaneswar | 2e       | 4 x 100 m | 39 s 38 |
| 2017 | Universiade                 | Taipei      | 5e       | 4 x 100 m | 39 s 22 |

## Records
| Épreuve | Épreuve   | Performance | Lieu      | Date         |
| ------- | --------- | ----------- | --------- | ------------ |
| 200 m   | Plein air | 21 s 05     | Singapour | 10 juin 2015 |